# Szökőév
A szökőév (latinul: annus bissextilis, annus intercalarius) olyan év, amely több napot tartalmaz az év szokásos hosszánál azért, hogy a naptárat 4 évente szinkronba hozza a csillagászati (tropikus évvel) vagy évszakok szerinti idővel.
Az évszakok és a csillagászati események nem egész számú napok szerint ismétlődnek, ezért az ugyanannyi egész napot tartalmazó naptár minden évben elcsúszik a csillagászati eseményekhez képest. Ez a csúszás egy plusz nap megadott időközönkénti beillesztésével – vagy az év hosszának egyéb módon történő módosításával – korrigálható.
A szökőnapokat – melyek a naptárat hangolják össze a csillagászati év hosszával – nem szabad összekeverni a szökőmásodpercekkel vagy „ugrómásodpercekkel”, amelyek az órát hozzák szinkronba a nap hosszával.

## A Gergely-naptár
A világ legtöbb országában a Gergely-naptárt használják, mely 1582-ből XIII. Gergely pápától származik. Az első nikaiai zsinat (325) óta, amikor is a tavasz kezdőnapját március 21-ében állapították meg, az eltérés már 10 napra nőtt a julián naptár és a csillagászati naptár közt. Ezért 1582-ben Gergely pápa elrendelte, hogy október 4-e csütörtök után, október 15-e péntek következzék, hogy ezáltal az eltérést kiküszöböljék. Magyarország 1587-ben fogadta el a Gergely-naptárt: 1587. október 21-e szombat után, november 1-je vasárnap következett, és ezzel szinkronba került a legtöbb európai országgal. Ez a naptár meghatározott években a 28 napos február hónaphoz egy plusz napot ad, így az a szökőévben 29 napos lesz.

### Mely évek a szökőévek?
Egy év akkor szökőév, ha  
1. Az évszám maradék nélkül osztható 4-gyel, de nem osztható 100-zal,
2. kivéve, ha az évszám osztható 400-zal.

A Gergely-naptárban minden 400 évre 97 szökőév jut a kettős szabály alkalmazásával. (Az esetek valós volta miatt a 400/4=100 végeredményből le kell vonni a 400 előtti 100. éveket, amelyekből 3 van. Így lesz a képlet teljes:400/4=100-3=97.)
| \| Szökőév számítás 100 évenként \| Szökőév számítás 100 évenként \| Szökőév számítás 100 évenként \| Szökőév számítás 100 évenként \| Összesen 400 év \| \| 24 \| 24 \| 24 \| 25 \| 97 \| |                               |                               |                               |                 |
| Szökőév számítás 100 évenként | Szökőév számítás 100 évenként | Szökőév számítás 100 évenként | Szökőév számítás 100 évenként | Összesen 400 év |
| 24 | 24                            | 24                            | 25                            | 97              |

Ez alapján tehát szökőév 1976, 1980, 1984, 1988, 1992, 1996, 2000, 2004, 2008, 2012, 2016, 2020 és 2024 (1.szabály szerint). Nem szökőév 1700, 1800, 1900, 2100, 2200 és 2300 (1.szabály második fele teljesül kizáró okként). Viszont szökőévek a következő esztendők: 1600, 2000 és 2400 (2.szabály érvényesülése)
A Gergely-naptár alapján az év átlagos hossza 365,2425 nap. A csillagászati év hossza kb. 365,2422 nap. A kettő különbségéből fakadó eltérés alig több mint 0,0003 nap. Ez azt jelenti, hogy a Gergely-naptár kb. 3000 évente marad el 1 nappal a csillagászati naptár mögött. John Herschel (1792–1871) javasolta – másokkal egyetemben – hogy a pontosság kedvéért minden 4000. év legyen kivételesen nem szökőév, azonban ez a javaslat nem élvez támogatást, főként annak ritka alkalmazása miatt.

### Melyik nap a szökőnap?
A szökőnap február 24. Ennek oka a római naptárban keresendő, amelyben Julius Caesar kihirdette, hogy „a március kalendasa előtti 6. nap kettőztessék meg”, mely a mai naptárunk szerint február 23. napjának felel meg, melyet a szökőnap követ. Ám tévesen gyakran február 29-ét tartják szökőnapnak.

## A julián naptár
A julián naptár minden 4-gyel osztható év februárjában egy plusz napot iktat be. E szabály alapján egy átlagos év hossza 365,25 nap lesz. A különbség a csillagászati évhez képest 0,0076 nap évente, ez pedig azt jelenti, hogy 130 év alatt a csillagászati év 1 nappal megelőzi a julián naptár szerinti évet.
A julián naptár az ókori egyiptomi naptáron alapul. Az egyiptomiak azonban nem használtak szökőéveket, bár ismerték magát a jelenséget, hogy a csillagászati év csak 1460 évenként esik egybe a naptári évükkel (ennyi idő alatt áll össze a kihagyott szökőnapokból egy teljes év).

## Kínai és héber naptár
Mind a kínai, mind a héber naptár holdhónapokban méri az időt, és így a szökőévnek egy külön hónapja van, a szökőhónap (melyet gyakran „embolizmikus hónapnak” neveznek, görög szó alapján).
A kínai naptárba a szökőhónap egy bonyolult szabály alapján kerül be, ami biztosítja, hogy a 11. hónap mindig tartalmazza a téli napfordulót. A hónap mindig ugyanazt a számot kapja, mint a megelőző hónap; például ha a második hónapot követi, akkor egyszerűen „szökő második hónapnak” nevezik.
A héber naptárban a szökőhónap neve Adar Rishon (első Adar) és mindig Adar hónap elé kerül, melynek neve ekkor Adar Sheni (vagyis második Adar). A metonikus ciklus 19 évében ez mindig hétszer történik meg, pontosabban a ciklus 3., 6., 8., 11., 14., 17. és 19. évében.

## Iráni naptár
Az iráni naptár szintén négy évente iktat be egy szökőnapot, de nagyjából 33 évente ez a periódus egy évvel meghosszabbodik, tehát ekkor a szökőévek között öt év telik el. Ez a pontosabb, ám bonyolultabb rendszer a tavaszi nap-éj egyenlőséghez igazodik. Előfordul, hogy az említett 33 éves periódusokat megtöri egy 29, vagy egy 37 éves periódus.

## Házassági ajánlatok
Az 5. században Szent Patrikra és Szent Brigittára visszamenő hagyomány Írországban, hogy a nők csak szökőévekben tehetnek házassági ajánlatot.